# Clarkenia
Clarkenia là một chi bướm đêm thuộc họ Tortricidae.

## Các loài
- Clarkenia basilinea  Razowski & Becker, 2001
- Clarkenia cantamen  Razowski & Becker, 2002
- Clarkenia miramundi  Razowski, 1988
- Clarkenia nivescens  (Meyrick, 1926)
- Clarkenia superba  Razowski, 1988